# Gareth Williams (rugby à XV, 1978)
Pour les articles homonymes, voir Gareth Williams et Williams.
Pas d'image ? Cliquez ici

a Compétitions nationales et continentales officielles uniquement.

b Matchs officiels uniquement.
Dernière mise à jour le 23 février 2017.
Gareth John Williams, né le 19 décembre 1978 à Bridgend, est un joueur de rugby à XV international gallois évoluant au poste de talonneur.

## Clubs successifs
Il joue pour l'équipe première de Pontypridd, puis il signe à Bridgend. En 2003, le pays de Galles réorganise le championnat et introduit des franchises, formées de plusieurs clubs, pour élever le niveau. Gareth Williams rejoint alors les Cardiff Blues pour jouer en Celtic League. 
- 1999-2000 : Pontypridd
- 2001-2003 : Bridgend
- 2003-2011 : Cardiff Blues

## Palmarès
- Vainqueur du Challenge européen en 2010
- Vainqueur de la coupe anglo-galloise en 2009